# Josip Katalinski
Josip Katalinski (ur. 2 maja 1948 w Sarajewie, zm. 9 czerwca 2011 tamże) – jugosłowiański piłkarz pochodzący z Bośni i Hercegowiny. Uważa się go za jednego z najlepszych piłkarzy byłej Jugosławii.

## Kariera klubowa
Jego kariera miała swój początek w małym klubie FK Igman z przedmieść Sarajewa. Grając w tymże klubie, w 1964 roku został zauważony przez działaczy FK Željezničar, którzy zaproponowali mu grę w drużynach młodzieżowych. Josip bez zastanowienia przyjął ofertę, a już rok później zaliczył oficjalny debiut w pierwszej drużynie. Dla FK Željezničar grał do 1975 roku zaliczając ponad 250 meczów w lidze i – mimo tego, iż był obrońcą – zdobył 48 goli! W 1972 roku był główną postacią swojej drużyny, która zdobył mistrzostwo Jugosławii.
W 1975 roku zdecydował się na wyjazd za granicę, podpisując kontrakt z francuskim OGC Nice. Dla tego klubu rozegrał blisko 150 meczów, zanim zdecydował się na zakończenie kariery w 1978 roku z powodu kontuzji.

## Kariera reprezentacyjna
Już jako młody chłopak był reprezentantem – najpierw Bośni i Hercegowiny, a później Jugosławii U-21, w której rozegrał 18 meczów. W roku 1972 zadebiutował w dorosłej reprezentacji Jugosławii, w której ma na koncie 41 występów i 10 goli. Jednym z najbardziej pamiętnych momentów jego kariery jest mecz w eliminacjach Mistrzostwa Świata 1974, gdzie w dogrywce przeciwko Hiszpanii zdobył gola na wagę zwycięstwa – dając tym samym awans swojej reprezentacji do mundialu i stając się bohaterem narodowym. Ponadto był w kadrze na mundial w RFN i Mistrzostwach Europy 1976.

## Nagrody
- Gracz roku 1974 w Jugosławii